# شیر سماوری

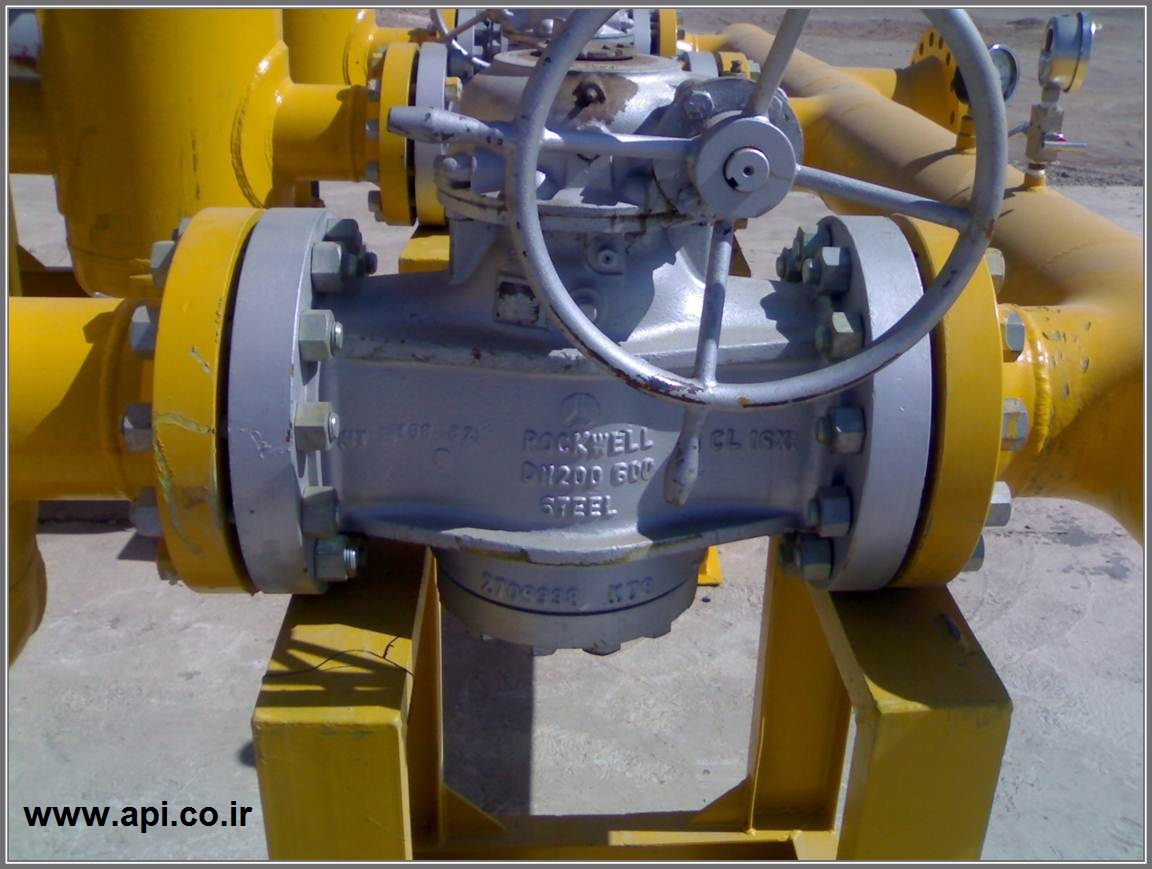
LUBRICATED TAPER PLUG VALVE PRESSURE BALANCE kerman Gas station

شیر سماوری (به انگلیسی: Plug valve) نوعی شیر صنعتی است که عضو مسدودکننده جریان به صورت مخروط یا استوانه باشد
ساختمان آن ساده، دارای یک بدنه، یک مجرابند که در آن سوراخی برای عبور سیال تعبیه شده و یک درپوش آب‌بندی (cap) است. این نوع شیر انواع گوناگونی دارد. DOUBLE PLUG، 3 or4 way , Lubricated Cylindrical Plug Valve, Non lubricated taper PLUG VALVE , lubricated taper PLUG VALVE از انواع این نوع شیرند.

## ساختار کلی و عملکرد

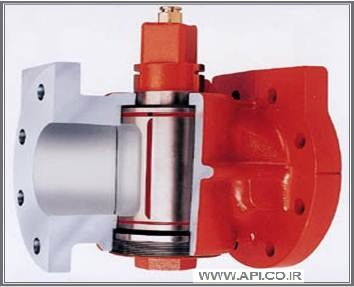
شیر سماوری با مجرابند استوانه ای

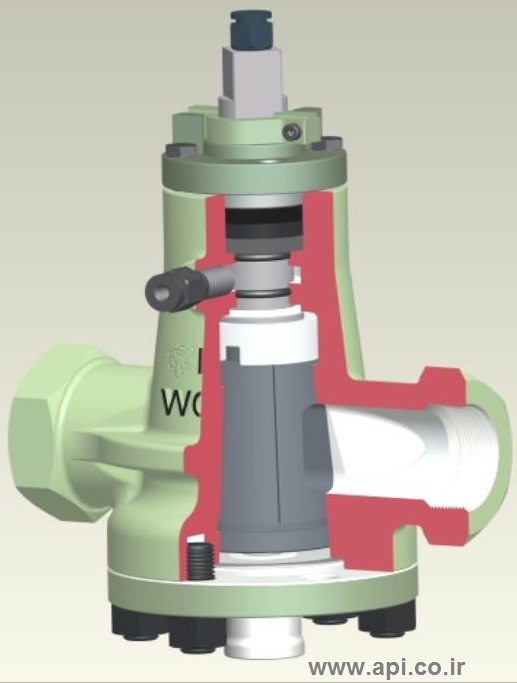
شیر سماوری با مجرابند مخروطی

این نوع شیر در دسته‌بندی شیرآلات قطع و وصل جریان (on- off) قرار داشته و در حالت نیم باز دچار آسیب خواهند شد.
مجرابند (استوانه‌ای یا مخروطی)، که بوسیله ساقه شیر حرکت ۹۰ درجه‌ای خواهد داشت وظیفه باز و بسته کردن شیر را بر عهده دارد. به همین دلیل به آن‌ها شیرهای quarter-turn action و Quick Opening نیز می‌گویند.
در روی مجرابند سوراخی تعبیه گردیده‌است که در حالت باز در مسیر کانال جریان قرار خواهد گرفت.
بطور معمول در این نوع شیرآلات مساحت مجرای عبور سیال، از مساحت خط لوله کوچکتر (Reduce Port) است. در حقیقت نوع طراحی داخل بدنه و اندازه مجرای عبوری به گونه‌ای است که در حالت باز نیز باعث افت فشار در مسیر می‌شود. این کاهش مساحت کانال جریان در صورت طراحی غلط امکان بروز اغتشاش و تلاطم در جریان سیال را در پی خواهد داشت.
شکل و اندازه کانال جریان در شیرهای سماوری در انواع Short pattern - Regular pattern - Venturi pattern - full bore است.

## استانداردها
استاندارد ساخت این شیرهاAPI 6D - API 599 - BS 5353است و بر اساس API 6D تست می‌شوند.

## انواع شیرهای سماوری
این شیرها دارای طراحی‌های متنوع از لحاظ ساختارند.

### شیرهای سماوری با سیستم روانکاری

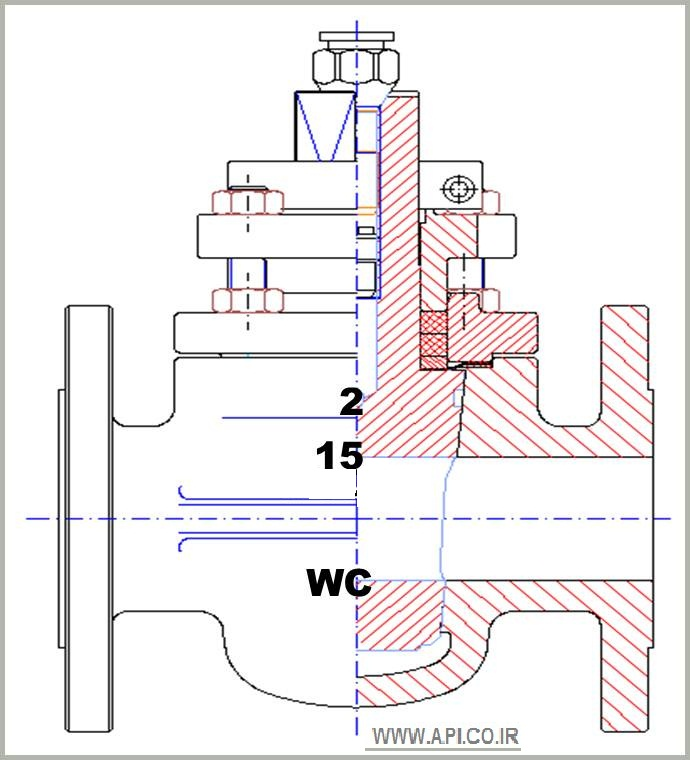
Lubricated Taper Plug Standard Type

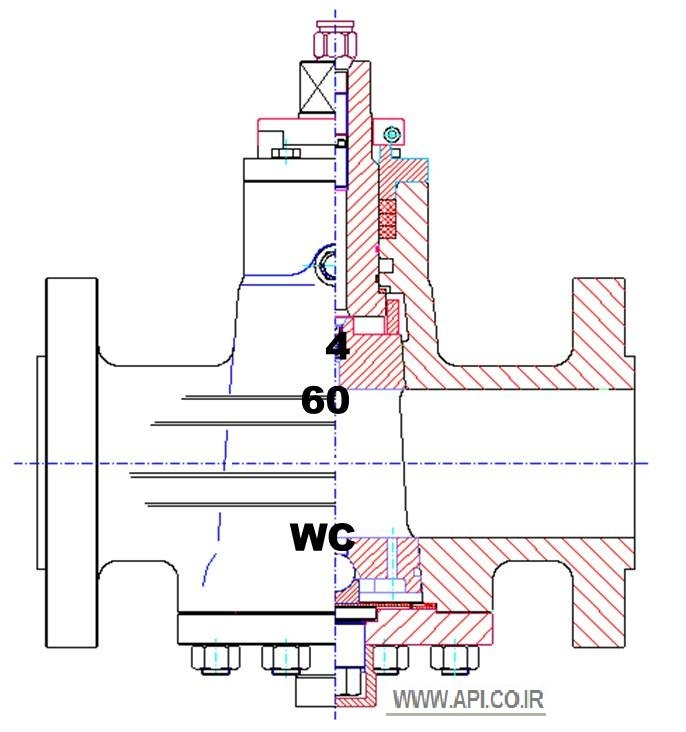
LUBRICATED TAPER PLUG VALVE - PRESSURE BALANCE

در این شیر برخی وظایف برعهده گریس‌های مخصوص شیرآلات گذاشته شده‌است. به همین دلیل به این نوع شیر Lubricated plug valve گفته می‌شود.
این نوع از شیرهای سماوری دارای سیستم تزریق گریس بوده و به صورت دوره‌ای باید گریسهای مخصوص شیرآلات در آن شارژ گردد.
گریس‌های پایه حیوانی، گیاهی و سنتتیک در این شیرها قابل تزریق هستند که قطعاً با عنایت به خواص اثبات شده، گریس‌های پایه سنتتیک (synthetic base) قابلیت‌های به‌مراتب بیشتری در مقایسه با دو نوع دیگر دارد.

#### دلایل گریسکاری شیرهای سماوری
سهولت در بازو بسته شدن - جلوگیری از اصطکاک میان قطعات فلزی - تعویض سیترینگ بدون دمونتاژ کردن شیر - امکان ایجاد یک نیروی هیدرولیکی برای جابجا کردن عضو مسدودکننده جریان (جهت رفع جام)- جلوگیری از خوردگی داخلی شیر

#### مزایا

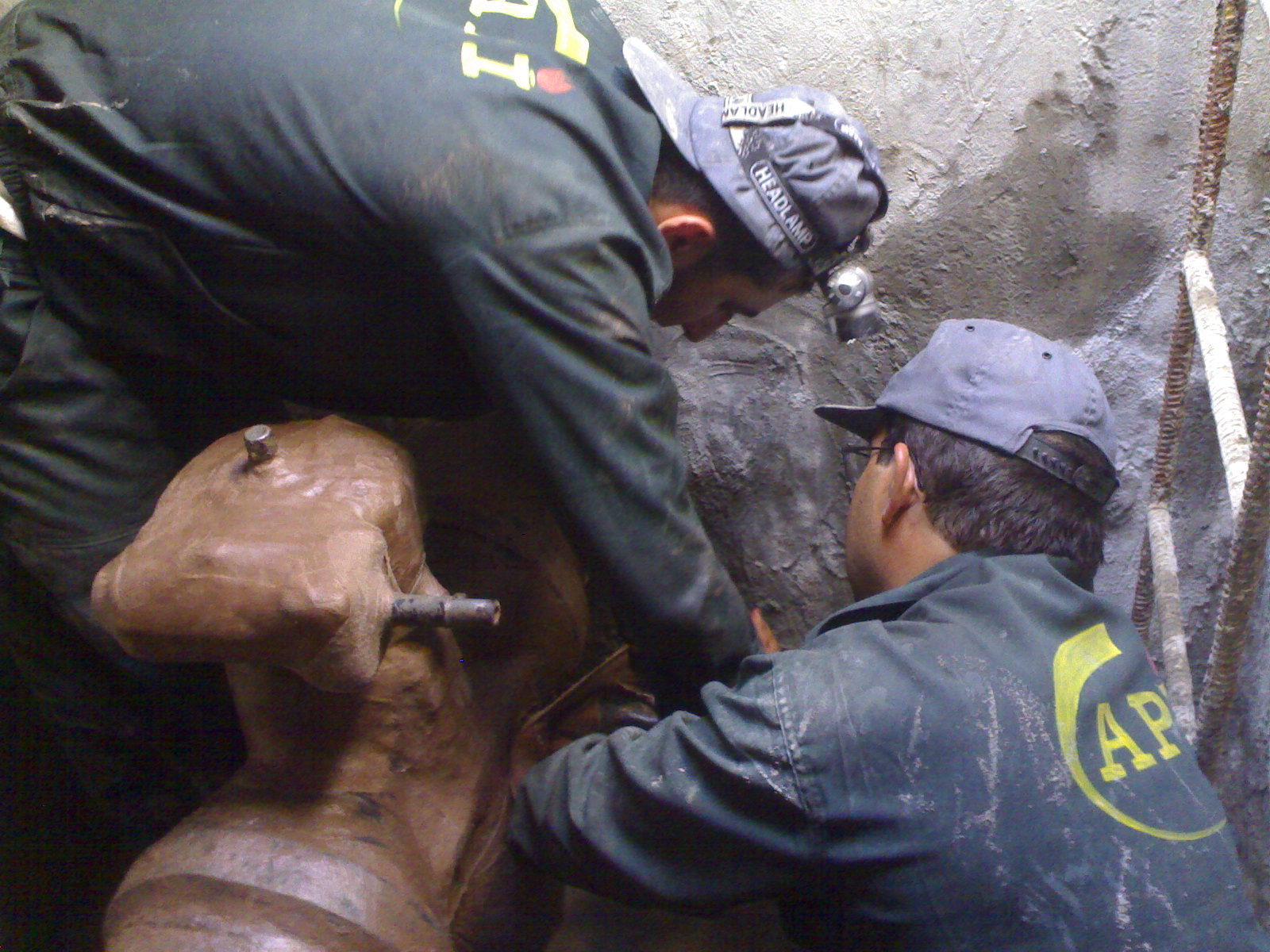
عایقکاری شیر سماوری و تجهیزات درون منهول(manhole) با سیستم پترولاتیوم

- گردش ۹۰ درجه برای ON/OFF(سرعت در باز و بست)- قیمت پایین در مقایسه با شیرهای توپی - نداشتن CAVITY در مقایسه با شیرهای توپی - امکان تجدید آببندی با تزریق مواد آببندی - مقاومت بیشتر در حرارتهای بالا در مقایسه با شیرهای توپی از مزایای این نوع از شیرهای سماوری می‌باشد.
- یکی از کاربردهای متداول این شیر به هنگام ونت سیستم‌های تحت فشار مثل پیگ برل (pig barrel) در خطوط لوله گاز است که امکان کنترل سریع (throttling) می‌دهد.

### شیرهای سماوری بدون سیستم روانکاری

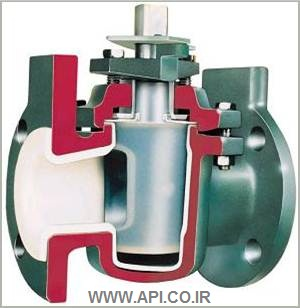
Non lubricated taper PLUG VALVE standard tayp

در این نوع شیر وظیفه آب‌بندی بر عهده یک لایه پوشش بر روی مجرابند یا سطح داخلی بدنه گذاشته شده‌است. این نوع شیر فاقد مسیرهای گریسکاری است.